# Canottaggio ai Giochi della XIX Olimpiade - Due senza maschile
La competizione del Due senza maschile dei Giochi della XIX Olimpiade si è svolta nei giorni dal 13 al 19 ottobre 1968 nella Pista Olímpica de Remo y Canotaje Virgilio Uribe del Canal de Cuemanco, Città del Messico.

## Programma
| Data            | Round        | Note                                               |
| --------------- | ------------ | -------------------------------------------------- |
| 13 ottobre 1968 | 3 Batterie   | I primi due in semifinale. I restanti ai recuperi. |
| 15 ottobre 1968 | 2 Recuperi   | I primi tre in semifinale.                         |
| 17 ottobre 1968 | 2 Semifinali | I primi tre in Finale A. I restanti in finale B.   |
| 18 ottobre 1968 | Finale B     |                                                    |
| 19 ottobre 1968 | Finale A     |                                                    |

## Risultati

### Batterie
| Pos. | Nazione        | Atleti                          | Totale  | Nota |
| ---- | -------------- | ------------------------------- | ------- | ---- |
| 1    | Paesi Bassi    | Roel Luynenburg, Ruud Stokvis   | 7'14"50 | Q    |
| 2    | Danimarca      | Peter Christiansen, Ivan Larsen | 7'23"51 | Q    |
| 3    | Germania Est   | Jörg Lucke, Heinz-Jürgen Bothe  | 7'30"08 |      |
| 4    | Svizzera       | Fred Rüssli, Werner Zwimpfer    | 7'36"91 |      |
| 5    | Italia         | Ennio Fermo, Marino Specia      | 7'42"81 |      |
| 6    | Germania Ovest | Günther Karl, Franz Held        | 7'45"49 |      |

| Pos. | Nazione | Atleti                                | Totale  | Nota |
| ---- | ------- | ------------------------------------- | ------- | ---- |
| 1    | Austria | Dieter Ebner, Dieter Losert           | 7'31"29 | Q    |
| 2    | Francia | Roger Chatelain, Jean-Pierre Drivet   | 7'34"42 | Q    |
| 3    | Polonia | Alfons Ślusarski, Jerzy Broniec       | 7'45"51 |      |
| 4    | Messico | Fernando Scheffler, Roberto Friedrich | 7'48"28 |      |
| 5    | Cuba    | Eralio Cabrera, Norge Marrero         | 7'51"94 |      |
| 6    | Canada  | John Ulinder, Lyle Gatley             | 7'55"10 |      |

| Pos. | Nazione          | Atleti                               | Totale  | Nota |
| ---- | ---------------- | ------------------------------------ | ------- | ---- |
| 1    | Stati Uniti      | Lawrence Hugh, Philip Johnson        | 7'19"92 | Q    |
| 2    | Australia        | David Ramage, Paul Guest             | 7'24"66 | Q    |
| 3    | Ungheria         | László Romvári, András Pályi         | 7'33"31 |      |
| 4    | Unione Sovietica | Apolinaras Grigas, Vladimir Rikkanen | 7'35"61 |      |
| 5    | Finlandia        | Pekka Sylvander, Kauko Hänninen      | 7'37"34 |      |
| 6    | Uruguay          | José Sigot, Esteban Masseilot        | 7'42"35 |      |

### Recuperi
| Pos. | Nazione      | Atleti                                | Totale  | Nota |
| ---- | ------------ | ------------------------------------- | ------- | ---- |
| 1    | Germania Est | Jörg Lucke, Heinz-Jürgen Bothe        | 7'21"92 | Q    |
| 2    | Italia       | Ennio Fermo, Marino Specia            | 7'23"77 | Q    |
| 3    | Ungheria     | László Romvári, András Pályi          | 7'26"39 | Q    |
| 4    | Canada       | John Ulinder, Lyle Gatley             | 7'33"46 |      |
| 5    | Finlandia    | Pekka Sylvander, Kauko Hänninen       | 7'40"50 |      |
| 6    | Messico      | Fernando Scheffler, Roberto Friedrich | 7'43"38 |      |

| Pos. | Nazione          | Atleti                               | Totale  | Nota |
| ---- | ---------------- | ------------------------------------ | ------- | ---- |
| 1    | Svizzera         | Fred Rüssli, Werner Zwimpfer         | 7'26"33 | Q    |
| 2    | Germania Ovest   | Günther Karl, Franz Held             | 7'31"91 | Q    |
| 3    | Polonia          | Alfons Ślusarski, Jerzy Broniec      | 7'35"81 | Q    |
| 4    | Uruguay          | José Sigot, Esteban Masseilot        | 7'37"95 |      |
| 5    | Cuba             | Eralio Cabrera, Norge Marrero        | 7'50"88 |      |
| -    | Unione Sovietica | Apolinaras Grigas, Vladimir Rikkanen |         | Rit. |

### Semifinali
| Pos. | Nazione     | Atleti                          | Totale  | Nota |
| ---- | ----------- | ------------------------------- | ------- | ---- |
| 1    | Paesi Bassi | Roel Luynenburg, Ruud Stokvis   | 7'15"51 | Q    |
| 2    | Austria     | Dieter Ebner, Dieter Losert     | 7'15"53 | Q    |
| 3    | Svizzera    | Fred Rüssli, Werner Zwimpfer    | 7'16"09 | Q    |
| 4    | Australia   | David Ramage, Paul Guest        | 7'17"09 |      |
| 5    | Italia      | Ennio Fermo, Marino Specia      | 7'29"75 |      |
| 6    | Polonia     | Alfons Ślusarski, Jerzy Broniec | 7'40"10 |      |

| Pos. | Nazione        | Atleti                              | Totale  | Nota |
| ---- | -------------- | ----------------------------------- | ------- | ---- |
| 1    | Stati Uniti    | Lawrence Hugh, Philip Johnson       | 7'21"50 | Q    |
| 2    | Danimarca      | Peter Christiansen, Ivan Larsen     | 7'24"98 | Q    |
| 3    | Germania Est   | Jörg Lucke, Heinz-Jürgen Bothe      | 7'32"16 | Q    |
| 4    | Francia        | Roger Chatelain, Jean-Pierre Drivet | 7'43"79 |      |
| 5    | Ungheria       | László Romvári, András Pályi        | 7'45"73 |      |
| 6    | Germania Ovest | Günther Karl, Franz Held            | 7'53"06 |      |

### Finale B
| Pos. | Nazione        | Atleti                              | Totale  | Nota |
| ---- | -------------- | ----------------------------------- | ------- | ---- |
| 7    | Australia      | David Ramage, Paul Guest            | 7:19.49 |      |
| 8    | Polonia        | Alfons Ślusarski, Jerzy Broniec     | 7:22.89 |      |
| 9    | Ungheria       | László Romvári, András Pályi        | 7:26.00 |      |
| 10   | Italia         | Ennio Fermo, Marino Specia          | 7:32.50 |      |
| 11   | Francia        | Roger Chatelain, Jean-Pierre Drivet | 7:37.64 |      |
| 12   | Germania Ovest | Günther Karl, Franz Held            | 7:40.88 |      |

### Finale A
| Pos.    | Nazione      | Atleti                          | Totale  | Nota |
| ------- | ------------ | ------------------------------- | ------- | ---- |
| Oro     | Germania Est | Jörg Lucke, Heinz-Jürgen Bothe  | 7'26"56 |      |
| Argento | Stati Uniti  | Lawrence Hugh, Philip Johnson   | 7'26"71 |      |
| Bronzo  | Danimarca    | Peter Christiansen, Ivan Larsen | 7'31"84 |      |
| 4       | Austria      | Dieter Ebner, Dieter Losert     | 7'41"80 |      |
| 5       | Svizzera     | Fred Rüssli, Werner Zwimpfer    | 7'46"79 |      |
| 6       | Paesi Bassi  | Roel Luynenburg, Ruud Stokvis   | ST      |      |